# Batman Begins
Batman Begins és una pel·lícula estatunidenca estrenada el 2005 i basada en el superheroi fictici de DC Comics Batman. La pel·lícula fou dirigida per Christopher Nolan i el guió fou escrit per Nolan i David S. Goyer. En ella actuen Christian Bale en el paper protagonista de Bruce Wayne / Batman, i també Michael Caine, Gary Oldman, Liam Neeson, Katie Holmes, Cillian Murphy, Morgan Freeman i Tom Wilkinson. La pel·lícula no és considerada ni una seqüela ni una preqüela de les anteriors pel·lícules dels anys '90 sobre el mateix personatge realitzades per Tim Burton i Joel Schumacher. En aquesta s'hi planteja un començament des de zero i s'intenta reflectir el personatge original del còmic amb major fidelitat, basant-se en importants còmics com Batman: Year One i Batman: The Long Halloween. Ha estat doblada i subtitulada al català.
Els projectes anteriors que havien intentat tornar al Cavaller de la Nit a la pantalla gran no havien tingut un gran èxit, molt menys del film Batman i Robin (1997), que va obtenir males crítiques i fou un fracàs comercial. Nolan i Goyer començaren a treballar en la pel·lícula l'any 2003; cercant un to més realista i fosc, ambdós crearen una nova interpretació del Batmòbil, un vehicle militar anomenat "Tumbler". El film fou un èxit comercial i criticat positivament, això va garantir una seqüela: The Dark Knight, amb la tornada de Nolan i Bale amb data d'estrena el 2008.
És la primera d'una sèrie de pel·lícules sobre Batman.

## Argument
La pel·lícula comença amb un flashback del jove Bruce Wayne, amb vuit anys, caient en un pou, ubicat als afores de la Mansió Wayne, allà es troba amb una colònia de ratpenats que l'ataquen, per això desenvolupa la seva fòbia envers aquests animals. La família Wayne es dirigeix a la ciutat per a presenciar una òpera. Bruce veu com els actors representen les criatures alades que tanta por li fan, per això li demana al seu pare d'anar-se'n. A la sortida del teatre es troben en un carreró fosc, on els pares del petit Wayne són assassinats per Joe Chill. Bruce sent ira i es culpa per la mort dels seus pares, ja que de no haver demanat d'anar-se'n, mai s'haguessin trobat amb Chill.
Bruce torna a la Universitat de Princeton a Gotham City, on presencia l'audiència en la que alliberen l'assassí dels seus pares a canvi d'un testimoni en contra de Carmine Falcone, i a la sortida intenta venjar-se'n d'ell, però Chill és assassinat. Rachel Dawes, amiga de Bruce, li explica tot sobre Falcone i de la seva sospita que un dels agents de Carmine fou el culpable de la mort de Joe Chill. Rachel, decebuda amb el seu amic per voler venjança, el porta a un carreró subterrani per mostrar-li com d'imparcial és el sistema judicial i com de devastada es troba la ciutat. Més tard Bruce confronta Carmine Falcone, qui li explica que en el que respecta a la naturalesa criminal, Bruce és un ignorant, el que el determina a viatjar arreu del món per entendre la ment dels criminals. Gairebé set anys després Bruce és detingut per les autoritats xineses per robar, irònicament, un carregament d'Empreses Wayne. A la presó coneix Henri Ducard, qui el convida a formar part d'un grup d'elit de vigilants: "La lliga de les ombres", liderat per Ra's al Ghul. A la seva sortida de la presó Wayne s'encamina al cim de la muntanya per començar el seu entrenament amb la "Lliga de les ombres", que intenten emprar-lo per destruir Gotham City. Bruce aprèn de l'entrenament de la Lliga, i finalment supera la seva fòbia, però quan li encarreguen d'assassinar un lladre Bruce s'hi oposa, per això s'enfronta a la Lliga en una batalla destrueix la seva base. Ra's al Ghul mor, però Bruce salva el seu mestre Ducard del precipici de la muntanya.
De tornada a Gotham City, després d'haver estat declarat mort, Bruce es troba amb una ciutat immersa en el crim, governada per Carmine Falcone. Restableix el seu lloc dins d'Empreses Wayne i comença la seva carrera per combatre la corrupció del sistema judicial i policial. Recorre a la seva amiga Rachel, ara assistent del Fiscal del Districte, a Jim Gordon i a Lucius Fox, ex-membre de la Junta directiva de l'empresa i actual enginyer a càrrec del Departament de Ciències Aplicades d'Empreses Wayne, qui li proporciona un vestit que havia de servir per als militars, i un vehicle ideat per construir ponts, a més de l'armament necessari. Bruce descobreix el lloc perfecte per a la seva base d'operacions: una cova localitzada sota els fonaments de la mansió Wayne.
Un carregament de drogues arriba al port de Gotham City, però l'operació és frustrada per Batman, qui també atrapa Falcone. Addicionalment, el nou justicier salva la seva amiga Rachel de ser assassinada i li deixa proves en contra d'un dels jutges corromputs de Falcone. Mentrestant, investigant sobre l'"inusual" carregament de drogues, Batman es troba amb el Dr. Jonathan Crane, un pervers psicofarmacòleg que li subministra un alucinògen deixant-lo en mal estat.
Durant la seva festa d'aniversari a la mansió Wayne, Bruce es retroba amb un grup de la "Lliga de les ombres" i el seu antic mestre Ducard que revela ser el vertader Ra's al Ghul i li explica que l'home a qui deixà morir no era d'importància. Ra's revela els seus plans de destruir Gotham City amb les toxines distribuïdes pel subministrament d'aigua de Gotham i que amb el prototip robat d'Empreses Wayne, un emissor de microones, planeja evaporitzar l'aigua perquè l'alucinòegn faci efecte en els habitants de la ciutat. Els convidats són desallotjats de la mansió enganyats per Bruce i, després d'una curta batalla, el grup de la "Lliga de les ombres" cala foc a la casa del milionari. Alfred i Bruce escapen de l'incendi per un ascensor que condueix a la Batcova. Batman arriba als Estrets de Gotham per ajudar, li comenta a Gordon els plans de la Lliga de destruir Gotham i li deixa el seu Batmòbil perquè destrueixi les vies per les que circula el tren que porta dins l'emissor de microones. Crane (ara conegut com l'Espantaocells) és posat en llibertat pels membres de la Lliga i va darrere de Rachel, però la fiscal aconsegueix fer-lo fora amb la seva arma d'electroxoc. Tanmateix, més criminals van cap a ella, però Batman aconsegueix salvar-la juntament amb un petit noi perdut i l'insinua la seva identitat secreta. Batman confronta els membres de la "Lliga de les ombres" i va darrere de Ra's al Ghul. La baralla entre el justicier i al Ghul es desenvolupa a l'interior del tren, entretant, Gordon aconsegueix destruir la base de la línia del tren. Bruce n'escapa just abans que el tren es desplomi contra el terra, matant Ra's al Ghul.
Batman es converteix en un heroi públic. Bruce recupera el control d'Empreses Wayne i acomiada Earle, atorgant-li el càrrec de gerent a Lucius Fox. Ara que Rachel coneix la doble vida de Bruce no pot mantenir una relació amb ell.
La pel·lícula queda oberta amb un diàleg final entre Batman i l'ara Tinent Gordon, que explica que hi ha hagut diversos casos d'un home amb historial de robatori a mà armada, doble homicidi i amb un cert gust per la teatralitat, llavors es mostra una carta de comodí on hi diu "Joker" deixada pel malfactor a l'escena del crim. El film conclueix amb Batman prometent fer-se'n càrrec.

## Repartiment
- Christian Bale: Bruce Wayne / Batman
- Michael Caine: Alfred Pennyworth
- Liam Neeson: Henri Ducard
- Katie Holmes: Rachel Dawes
- Gary Oldman: James Gordon
- Cillian Murphy: Dr. Jonathan Crane / L'Espantaocells
- Tom Wilkinson: Carmine Falcone
- Morgan Freeman: Lucius Fox
- Rutger Hauer: William Earle
- Mark Boone Junior: Detectiu Flass
- Colin McFarlane: Gillian B. Loeb